# Piper subnitidifolium
Piper subnitidifolium är en pepparväxtart som beskrevs av Truman George Yuncker. Piper subnitidifolium ingår i släktet Piper och familjen pepparväxter. Inga underarter finns listade i Catalogue of Life.